# Mithrax hispidus
Mithrax hispidus är en kräftdjursart som först beskrevs av J. F. W. Herbst 1790.  Mithrax hispidus ingår i släktet Mithrax och familjen Mithracidae. Inga underarter finns listade i Catalogue of Life.